# Meteorologiåret 1965

## Händelser

### Februari
- 21 februari – Vid en storm med starka vindar i Minnesota, USA uppmäts vindhastigheten till 45 mph [1].

### Mars
- 17 mars – Vid en snöstorm på Saint Patrick's Day i Minnesota, USA uppmäts två fot snö i Duluth och 19 inch i Mora [2].

### April
- 16 april-17 april – Mississippifloden i USA når rekordnivåer vid Missouri och Saint Cloud, Minnesota. Tidiga varningar förhindrar att många omkommer.[3].

### Maj
- 12 maj - 20-30 000 personer omkommer vid en cyklon i Östpakistan [4].
- 28 maj – Mycket sen snö faller över Minnesota, USA [5].

### Juni
- 15 juni – I Omeo, Victoria, Australien uppmäts temperaturen –11.7°C, vilket blir Victorias lägst uppmätta temperatur någonsin [6].

### Juli
- 1 juli - Snöfall rapporteras över Sala, Sverige men stryks senare av SMHI, som menar att det handlar om hagel då temperaturen anses vara för hög [7].
- 12 juli – I The Hermiage, Qeensland , Australien uppmäts temperaturen –10.6°C, vilket därmed tangerar blir Queenslands köldrekord från 1961 [6].

### Oktober
- Oktober – SMHI börjar sända femdygnsprognoser om vädret i Sveriges Radio-TV [8].

### November
- 1 november- I Östergarn, Sverige genomförs Sveriges första automatiska nederbördsobservation som senare bevaras [9].
- 26 november – Snöstorm härjar i Minnesota, USA [10].

### Okänt datum
- Ett kraftigt inflöde till Östersjön inträffar [11]

## Födda
- 19 oktober – Kathy Orr, amerikansk meteorolog.
- Okänt datum – Christopher Landsea, amerikansk meteorolog.

## Avlidna
- 1 januari – George Simpson, brittisk meteorolog.
- 5 februari – David Brunt, walesisk meteorolog.

### Fotnoter
1. ↑  ”Arkiverade kopian”. Arkiverad från originalet den 26 juli 2010. https://web.archive.org/web/20100726102650/http://www.climate.umn.edu/pdf/day_in_weather_history/february_wx_history.pdf. Läst 16 februari 2011.
2. ↑  ”Arkiverade kopian”. Arkiverad från originalet den 11 juni 2014. https://web.archive.org/web/20140611100013/http://climate.umn.edu/pdf/day_in_weather_history/march_wx_history.pdf. Läst 26 januari 2015.
3. ↑  ”Arkiverade kopian”. Arkiverad från originalet den 16 juli 2010. https://web.archive.org/web/20100716104244/http://www.climate.umn.edu/pdf/day_in_weather_history/april_wx_history.pdf. Läst 16 februari 2011.
4. ↑  Faktakalendern 2006, Semic, 2005
5. ↑  ”Arkiverade kopian”. Arkiverad från originalet den 16 juli 2010. https://web.archive.org/web/20100716103814/http://www.climate.umn.edu/pdf/day_in_weather_history/may_wx_history.pdf. Läst 16 februari 2011.
6. 1 2  ”Australian Temperature Extremes”. Bureau of Meteorology. 1 april 2009. http://www.bom.gov.au/climate/extreme/records/national.pdf. Läst 4 februari 2011.
7. ↑  SMHI
8. ↑  John Pohlmans blogg 21 november 2010 - TV-väder historik del 9 Arkiverad 15 december 2010 hämtat från the Wayback Machine.
9. ↑  SMHI
10. ↑  ”Arkiverade kopian”. Arkiverad från originalet den 16 juli 2010. https://web.archive.org/web/20100716104924/http://www.climate.umn.edu/pdf/day_in_weather_history/november_wx_history.pdf. Läst 16 februari 2011.
11. ↑  SMHI